# Puritanism
Puritanii se caracterizează prin respectarea libertăților civile, viață simplă, cult religios modest. Aceștia se împart în două grupuri: presbiterienii și independenții. Presbiterienii erau persoane mai în vârstă, care doreau păstrarea unității organizării Bisericii Anglicane după principii calvine. Aceștia anunțau democrația parlamentară în Anglia. Independenții erau protestanți.
Puritanismul este o doctrină calvină desprinsă de anglicanism, caracterizată prin epurarea cultului de orice rămășițe ale catolicismului, printr-o morală rigidă și printr-o organizare prezbiteriană, respectând strict textul Bibliei.
Există câteva principii care caracterizează mișcarea puritană. Printre cele mai cunoscute sunt următoarele: 
1. Aderența la teologia calvinistă, care subliniază absoluta suveranitate a lui Dumnezeu.
2. Recunoașterea autorității supreme a Bibliei.
3. Crezul în importanța predicării Cuvântului, ca mijloc de aducere a oamenilor la Hristos.
4. O atitudine militantă pentru obținerea și păstrarea purității Bisericii.
5. O moralitate strictă și dominatoare.
6. O susținere frecventă a libertății civile.

"Am să-i fac să mă asculte sau am să-i alung din țară !" Aceasta a fost amenințarea rostită de regele Iacob I al Angliei împotriva grupării care tocmai îi ceruse să purifice biserica națională a Angliei (biserica anglicană) de rămășițele de ceremonii și practici catolice fără suport în textul Bibliei. Din cauza cererii lor, cei care i se adresaseră regelui Iacob I aveau să rămână cunoscuți în istorie drept puritani separatiști, oameni ce doreau o întoarcere a bisericii la învățătura și practica Noului Testament, fără nici o toleranță pentru tradiții și învățăturile care sufocaseră sau păgânizaseră Biserica Romano-Catolică de-a lungul istoriei. Puritanii n-au fost un grup de revoluționari, ci buni cetățeni ai Angliei, fermieri, negustori, meseriași și învățați, unii chiar profesori la Universitatea din Cambridge.
Colonizarea puritană din New England a fost rezultatul nemulțumirii unor clerici și laici față de reforma Bisericii Anglicane sub regina Elisabeta I și al supraviețuirii a ceea ce ei percepeau drept practici papale. Navigând cu Mayflower, o sută de pelerini au ajuns la Cape Cod în noiembrie 1620. Fiind în afara autorității Virginiei, coloniștii și-au creat o Convenție autoguvernantă și astfel a apărut colonia ce s-a stabilit la Plymouth curând după aceea. Miracolul supraviețuirii lor a fost sărbătorit în primul Thanksgiving în 1621.